# Matinée (programma televisivo)
Matinée - La TV che si ascolta è stato un programma televisivo di intrattenimento in onda su Rai 2 dal 19 giugno 2006 al 10 agosto 2007. Il programma era in diretta e si potevano inviare degli SMS che venivano visualizzati in sovrimpressione.
Dal 19 giugno al 4 agosto 2006 è stato condotto da Max Giusti e Sabrina Nobile, mentre dal 18 giugno al 10 agosto 2007 da Giampiero Ingrassia (figlio dell'attore Ciccio) e da Rossella Brescia.

## Il programma
Matinée nasce con lo scopo di portare la radio in TV. Sostituisce il programma Piazza Grande nella pausa estiva. In entrambe le stagioni è andata in onda dal lunedì al venerdì dalle ore 11 alle ore 13.
Il programma è una sorta di contenitore che si occupa essenzialmente di musica (videoclip), si sofferma sulle news più stravaganti e tratta vari argomenti di attualità oltre ad ospitare personaggi celebri sottoponendoli a delle interviste e, molto spesso, analizzando degli spezzoni di filmati che li riguardano.
In ogni puntata vi era un collegamento con uno stabilimento balneare italiano, dove l'inviato Fabio Ferri organizzava degli sketch con i turisti, mentre Laura Barriales si occupava della rubrica "artisti in vetrina".
In studio troviamo anche il rapper G-Max, ideatore, con Enrico Solazzo, della sigla.

## Soirée - L'altra faccia di Matinée
Nel 2007 Matinée è stato affiancato da Soirée - L'altra faccia di Matinée, un programma che si occupa dei medesimi argomenti del primo ma che va in onda nel preserale alle 19:00 (prima dal lunedì al venerdì, poi anche la domenica). Anche questo programma è in diretta ma non si possono inviare degli SMS.
Il programma è condotto da Nicola Savino e Flavia Cercato.
Questo programma ha creato alcune polemiche poiché in molti sostengono che non sia in diretta come affermato dalla Rai. I sostenitori della polemica accusano il programma poiché:
- in Soirée spesso ci sono gli stessi ospiti che ci sono in Matinée nella stessa giornata e quindi per loro risulta strano che un ospite possa restare negli studi Rai per tutto il giorno;
- non si possono inviare gli SMS come, invece, si può fare in Matinée.

Come previsto dai creatori dei palinsesti ad agosto 2007 Soirée viene cancellato dal palinsesto di Rai 2.